# Hawayo Takata
 (janvier 2023).
Si vous disposez d'ouvrages ou d'articles de référence ou si vous connaissez des sites web de qualité traitant du thème abordé ici, merci de compléter l'article en donnant les références utiles à sa vérifiabilité et en les liant à la section « Notes et références ».
Pour les articles homonymes, voir Takata (homonymie).
Hawayo Takata (née le 24 décembre 1900 sur l'île de Kauai (Hawaii) et décédée le 11 décembre 1980) était une personnalité hawaïenne dont les parents étaient des immigrés japonais.

## Biographie
Obligée d'élever seule ses sœurs à la suite du décès de sa mère, Hawayo Takata doit travailler mais, mal payée et ne prenant que peu de repos, elle tombe malade. En 1935, elle se rend au Japon pour y subir une chirurgie majeure. Cependant, elle change d'avis et se met à la recherche d'une autre solution. Ce qui la conduit à entrer en contact avec le docteur Chujiro Hayashi, praticien reiki, en se faisant admettre dans la clinique de celui-ci. Une fois guérie, convaincue de l'efficacité du reiki, elle travaille dans cette clinique pendant un an et se forme au Reiki auprès de Chujiro Hayashi.
Elle rentre à Hawaii accompagnée par le docteur Hayashi puis est initiée comme maître reiki en 1938. 
Au début, Hawayo Takata se concentre sur les traitements de reiki. Ce n'est que dans les années 1970 qu'elle commence à enseigner. De 1970 à sa mort, elle forme 22 maîtres reiki. Ces derniers vont initier à leur tour d'autres maîtres reiki dont la plupart des maîtres occidentaux sont issus. Grâce à eux, quelque 3 millions de personnes pratiquent le reiki dans le monde entier.
Aujourd'hui, il existe plusieurs organisations de reiki, comme l'Alliance reiki, dirigée par la petite-fille de Mme Takata, Phyllis Furumoto, et la Radiance technique, développée et enseignée par Barbara Ray.

## Sources
- (en) Cet article est partiellement ou en totalité issu de l’article de Wikipédia en anglais intitulé « Hawayo Takata » (voir la liste des auteurs).